# Мания (гетера)
Мания (др.-греч. Μανία) — древнегреческая гетера.
Мания родилась в Афинах в IV веке до н. э. При рождении она имела имя Мелисса. Её псевдоним «Мания» связан с древнегреческой богиней безумия. Согласно Махону, которого цитировал Афиней, приятный голос Мании, умение вести искусную беседу в сочетании с милым лицом пленяли до безумия её собеседников.
Среди знаменитых любовников Мании античные авторы упоминали царя Деметрия Полиоркета, панкратиастов Антенора и Леонтиска, драматурга-комедиографа Дифила.
Согласно предположению современных историков, Плутарх при описании многочисленных любовниц Деметрия Полиоркета ошибочно назвал гетеру Манию Демо. Согласно античному историку, она позволила себе оскорбительный выпад в адрес другой фаворитки царя Ламии, которая была несколько старше Деметрия. Когда царь указал на изысканные блюда, которые подали к столу, и сказал: «Видишь, сколько всего посылает мне моя Ламия?» — гетера ответила: «А ты поспи еще с моей матерью — она пошлет тебе и того больше». Возможно, в описываемое время в Афинах жили две гетеры с прозвищем «Мания» — Мелисса и Демо.